# La Chapelle-Villars
La Chapelle-Villars é uma comuna francesa na região administrativa de Auvérnia-Ródano-Alpes, no departamento de Loire. Estende-se por uma área de 8,25 km². Em 2010 a comuna tinha 544 habitantes (densidade: 65,9 hab./km²).